# Carolin Näslund
Carolin Näslund, född den 23 januari 1998, är en svensk friidrottare med spjutkastning som specialgren. Hon vann SM-guld i spjutkastning år 2021 och 2022.

## Personliga rekord
| Utomhus - Spjut – 56,24 (Bålsta, Sverige 17 maj 2025) |

### Fotnoter
1. ↑  ”Personsida på Friidrottstatistik”. friidrottsstatistik.se. https://www.friidrottsstatistik.se/atswe.php?Gender=2&ID=136785. Läst 8 september 2021.
2. ↑  ”Stora SM 2018”. trackandfield.se. http://www.trackandfield.se/resultat/2018/180824.htm. Läst 5 september 2018.
3. ↑  ”Friidrotts-SM, Borås 27-29.8.21”. friidrottsstatistik.se. https://www.friidrottsstatistik.se/resultsswe.php?CID=12994166&Season=2021. Läst 29 augusti 2021.
4. ↑  ”Resultat: Friidrotts-SM, Norrköping 5‐7.8.22”. friidrottsstatistik.se. https://www.friidrottsstatistik.se/resultsswe.php?CID=13019519&Season=2022. Läst 7 augusti 2022.
5. ↑  ”Resultat: Friidrotts-SM, Uddevalla 28‐30.6.24”. friidrottsstatistik.se. https://www.friidrottsstatistik.se/resultsswe.php?CID=13077169&Season=2024. Läst 29 juni 2024.
6. 1 2  ”Personsida hos Worldathletics” (på engelska). worldathletics.org. https://worldathletics.org/athletes/sweden/carolin-naslund-14598058. Läst 8 september 2021.